# Haga källa

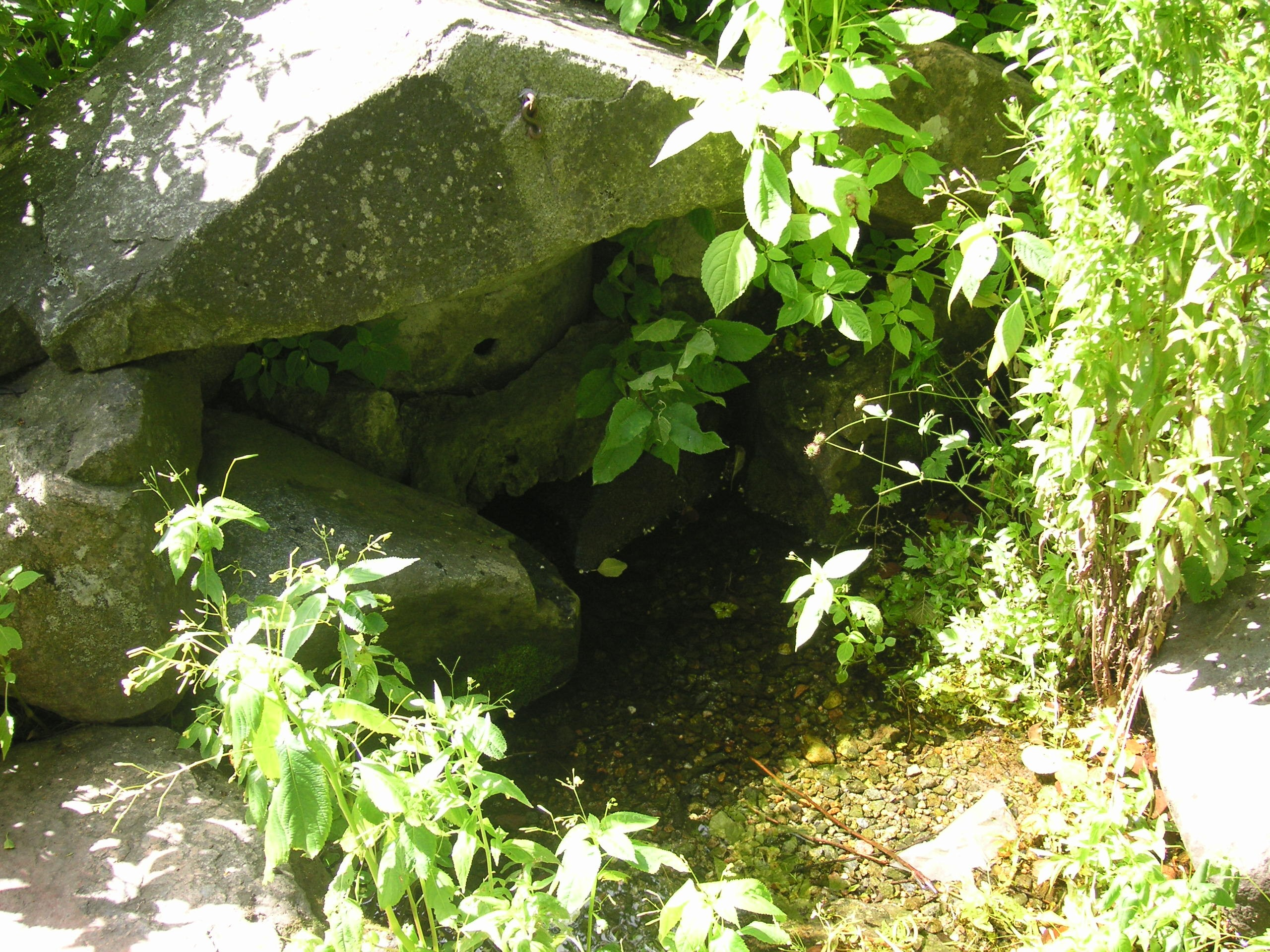
Haga källa, juli 2008

Haga källa eller Hagaparkens källa ligger i Hagaparken i Solna kommun intill Brunnsviken söder om Gustav III:s paviljong. 

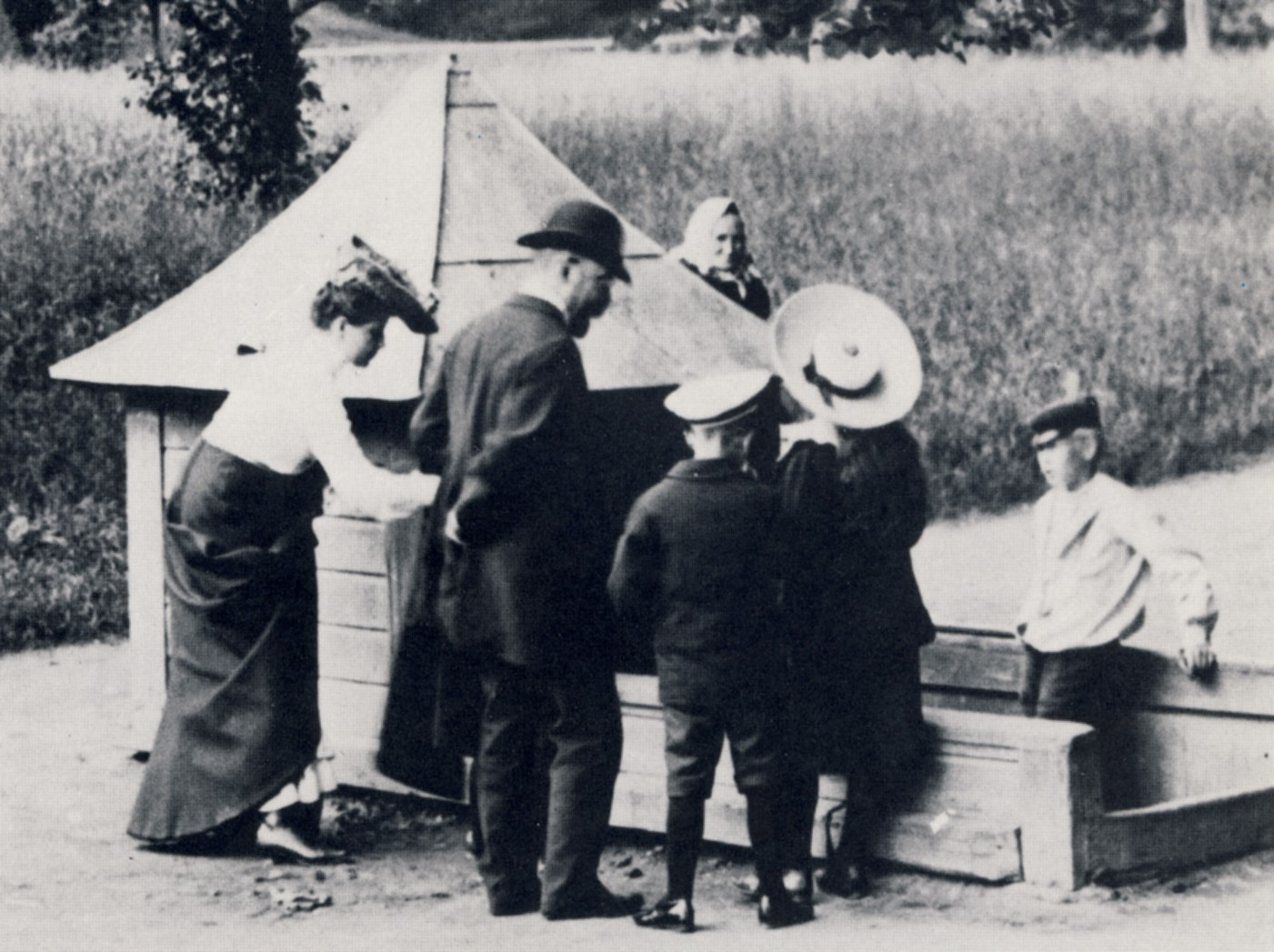
Haga källa på sin ursprungliga plats

Haga källa låg fram till år 1939 cirka 80 meter norr om nuvarande plats, kringbyggd av ett litet skjul, stort som en hundkoja. Av okänd orsak flyttade sig källan. Källans mynning infattades år 1940 med gråsten efter anvisningar av slottsarkitekten Ragnar Hjorth.